# Ramón Calzadilla
Ramón Calzadilla (La Habana, 8 de enero de 1934-Cuernavaca, 13 de abril de 2024) fue un barítono cubano, considerado uno de los más conocidos representantes de la música lírica y popular del último siglo en América Latina.

## Trayectoria
Realizó estudios con el director italiano Arturo Bovi, quien lo inició en el mundo de la ópera, dándole las bases de lo que sería un futuro preeminente en la música clásica, después de Bovi, Calzadilla continuó puliendo su talento con la contralto Maria Pisarevskaya. 
Más tarde, cuando sus maestros consideraron que era tiempo de impulsar su carrera profesional, el gobierno revolucionario le otorgó una beca para estudiar canto en Italia y en Rumania. 
Se ha presentado en escenarios internacionales de todo el globo, consagrándose como 'el maestro' en 34 países de 4 continentes.
Su talento vocal, su histrionismo y presencia escénica lo llevaron a obtener en 1960 el primer Premio del Concurso Internacional de canto Beniamino Gigli, también el premio del jurado en el concurso Ciudad de Roma en Italia; así como en 1962 el Primer Premio del Concurso Internacional de canto, en Toulouse, Francia. En esta época obtuvo en Italia un trofeo como reconocimiento a su canto, entregado por el legendario cantante Tito Schipa.
Desarrolló una gran actividad musical en Cuba, con recitales por toda la isla y programas de radio y TV. De los cantantes líricos cubanos de la segunda mitad del siglo XX, es el de carrera internacional más notable. Grabó varios discos destacados en América Latina donde se incluyen temas como: Miedo al desengaño, Nunca te lo diré, Qué haré sin ti, entre otros.
Además de su admirable carrera musical, su desempeño actoral en las tablas interpretando papeles principales en destacadas óperas. Calzadilla también dedicó su vida a la lepidopterología, así lo demuestra su colección de mariposas, a las que también dedicó gran parte de su tiempo, compartiendo su afición con su esposa y sus hijos.
A los 90 años, falleció el 13 de abril de 2024 en Cuernavaca, México, ciudad donde residía.